# مينيكو تاناكا
مينيكو تاناكا (باليابانية: 田中美音子) مواليد 14 يناير 1975، هي لاعبة كرة يد يابانية تلعب كوسط مدافع. مثلت منتخب اليابان لكرة اليد للسيدات.

## سجل المنافسة
شاركت في البطولات التالية:
- بطولة العالم لكرة اليد للسيدات 2015